# That Lucky Old Sun (álbum)
That Lucky Old Sun es el octavo álbum de estudio del músico estadounidense Brian Wilson, publicado por la compañía discográfica Capitol Records en septiembre de 2008. Originalmente encargado por el Southbank Centre para su temporada inaugural de 2007, la obra se estrenó en una serie de conciertos en el Royal Albert Hall de Londres durante septiembre de 2007. En enero de 2008, Wilson volvió a interpretarla en directo en el State Theatre de Sídney, Australia.

## Trasfondo
Brian Wilson compuso That Lucky Old Sun en colaboración con Van Dyke Parks, colaborador en proyectos anteriores como Smile y Orange Crate Art, y con Scott Bennett, miembro de la banda de Wilson. El músico describió el álbum como «integrado por cinco rondas» con palabras habladas intercaladas. Su tema principal es la celebración de la vida en el sur de California, recurrente en trabajos anteriores de Wilson con The Beach Boys. «California Role» e interludios hablados como «Cinco de Mayo» y «Between Pictures» celebran la cultura particular de Venice, la industria cinematográfica de Los Ángeles y numerosos lugares de interés en California como la torre de Capitol Records y el Hollywood Bowl. La revista Rolling Stone definió el álbum como una «carta de amor musical a su natal Los Ángeles».
Un sentimiento generalizado de nostalgia y romanticismo es visible en canciones como «Good Kind of Love», «Oxygen to the Brain» y «Forever She'll Be My Surfer Girl», que hace eco lírico de la canción de The Beach Boys «Surfer Girl». El álbum también incluye referencias a las luchas personales de Wilson en «Midnight's Another Day» y «Going Home». La canción «That Lucky Old Sun», popularizada por Frankie Laine, sirve como opertura al álbum, mientras que «Can't Wait Too Long», un descarte del álbum de The Beach Boys Wild Honey, también se incluyó. 
Sendas demos de las canciones «Midnight's Another Day» y «Forever She'll Be My Surfer Girl» fueron publicadas en la página oficial de Wilson en agosto de 2007, previo al lanzamiento oficial de That Lucky Old Sun. John Bush, de Allmusic, comentó que «la falta de compañeros que puedan informar del resultado de este álbum -la falta de  Van Dyke Parks en un papel prominente o un Carl Wilson o incluso un Mike Love- es lo que condena a That Lucky Old Sun, lo que lo pone por debajo de Smile en el panteón de los logros de Wilson».

## Recepción
Tras su publicación, That Lucky Old Sun obtuvo en general buenas críticas de la prensa musical, con una calificación promedio de 70 sobre 100 en la web Metacritic, basada en veintiséis reseñas. John Bush, de Allmusic, escribió que «la falta de compañeros que puedan informar del resultado de este álbum -la falta de  Van Dyke Parks en un papel prominente o un Carl Wilson o incluso un Mike Love- es lo que condena a That Lucky Old Sun, lo que lo pone por debajo de Smile en el panteón de los logros de Brian Wilson». En Pitchfork, Joe Tangari lo definió como un álbum «tan cohesivo como su predecesor, aunque más modesto en escala y ambición» antes de concluir diciendo: «Wilson se lava las manos sobre esas páginas perdidas de dos números celebrados, "California Role", que utiliza un juego de palabras en el título casi imperdonable con un efecto real bueno. Pero es "Goin' Home" la que valida su renovada divisa artística: "A los veinticinco apagué la luz, no podía manejar la mirada de mis ojos cansados, pero ahora estoy de vuelta". Y él es, con su álbum más fino después de Smile y desde la edad de oro de The Beach Boys. Por suerte».
A nivel comercial, That Lucky Old Sun alcanzó el puesto veintiuno en la lista estadounidense Billboard 200. En el Reino Unido, el álbum llegó al puesto 37 de la lista de discos más vendidos.

## Lista de canciones
| N.º | Título                                           | Escritor(es)                     | Duración |  |
| 1.  | «That Lucky Old Sun»                             | Gillespie/Smith                  | 0:57     |  |
| 2.  | «Morning Beat»                                   | Wilson/Bennett                   | 2:55     |  |
| 3.  | «A Room With a View» (Narrative)                 | Wilson/Parks                     | 0:45     |  |
| 4.  | «Good Kind of Love»                              | Wilson                           | 3:20     |  |
| 5.  | «Forever She'll Be My Surfer Girl»               | Wilson/Bennett                   | 2:52     |  |
| 6.  | «Venice Beach» (Narrative)                       | Wilson/Parks                     | 0:45     |  |
| 7.  | «Live Let Live / That Lucky Old Sun (reprise)»   | Wilson/Parks - Gillespie/Smith   | 2:35     |  |
| 8.  | «Mexican Girl»                                   | Wilson/Bennett                   | 2:42     |  |
| 9.  | «Cinco de Mayo» (Narrative)                      | Wilson/Parks                     | 0:46     |  |
| 10. | «California Role / That Lucky Old Sun (Reprise)» | Wilson/Bennett - Gillespie/Smith | 2:41     |  |
| 11. | «Between Pictures» (Narrative)                   | Wilson/Parks                     | 0:48     |  |
| 12. | «Oxygen to the Brain»                            | Wilson/Bennett                   | 3:28     |  |
| 13. | «Can't Wait Too Long»                            | Wilson                           | 0:54     |  |
| 14. | «Midnight’s Another Day»                         | Wilson/Bennett                   | 3:57     |  |
| 15. | «That Lucky Old Sun (Reprise)»                   | Gillespie/Smith                  | 0:43     |  |
| 16. | «Going Home»                                     | Wilson/Bennett                   | 3:03     |  |
| 17. | «Southern California»                            | Wilson/Bennett                   | 4:58     |  |

## Personal
- Brian Wilson: voz, piano y teclados

Músicos
| - Peggy Baldwin: chelo - Scott Bennett: bajo, teclados, guitarra española, vibráfono y coros - Nelson Bragg : percusión y coros - Phil Feather: instrumentos de viento - Jeffrey Foskett: guitarra, ukelele y coros - Probyn Gregory: guitarra, trompeta y coros - Peter Kent: violín - Bob Lizik: bajo - Taylor Mills: coros | - Tommy Morgan: armónica - Bruce Otto: trombón - Van Dyke Parks: palabras habladas - Darian Sahanaja: campana, teclados y coros - Brett Simmons: bajo - Cameron Stone: chelo - Todd Sucherman: batería - Jessica van Velzen: viola - Nick Walusko: guitarra y coros |

## Posición en listas
| País           | Lista                | Posición |
| -------------- | -------------------- | -------- |
| Alemania       | Media Control Charts | 45       |
| Estados Unidos | Billboard 200        | 21       |
| Reino Unido    | UK Albums Chart      | 37       |
| Suecia         | Swedish Albums Chart | 33       |